# TikiDav
TikiDav permite el acceso a los recursos de TikiWiki mediante el protocolo WebDAV. De esta forma es posible crear y modificar los diferentes tipos de contenidos (blog posts, wiki, HTML, imágenes...) gestionados por TikiWiki, utilizando un cliente WebDAV.
El propio módulo TikiDav ofrece otras funcionalidades, como es la conversión automática de los contenidos wiki a formatos DocBook y OpenDocument, lo que permite editar las páginas wiki desde OpenOffice.org de forma WYSIWYG.